# Volkov-Yartsev VYa-23
El Volkov-Yartsev VYa-23 (Волков-Ярцев ВЯ-23) era un cañón automático de 23 mm, que sirvió como armamento de los aviones de la Fuerza Aérea Soviética durante la Segunda Guerra Mundial. 

## Desarrollo
En 1940, A. A. Volkov y S. A. Yartsev crearon un cañón automático llamado TKB-201 para el nuevo proyectil de 23 mm. Se planeó emplearlo como armamento principal del avión de ataque a tierra Ilyushin Il-2. Su propósito original era crear un cañón automático que pudiese penetrar el blindaje de los tanques alemanes.
Como ningún Il-2 estaba disponible, la primera prueba en vuelo se llevó a cabo con un caza pesado Messerschmitt Me 110 que había sido comprado a Alemania en 1940. Después de ser probado a bordo de un Il-2 en 1941, el TKB-201 entró en servicio con la designación VYa-23. Se produjeron 64.655 unidades.  

## Descripción
El VYa-23 era accionado por los gases del disparo y alimentado mediante cinta, con una cadencia de 600 disparos/minuto, que en aquel entonces era muy alta para un cañón automático de 23 mm. Tenía una longitud de 2,14 m y pesaba 68 kg. Sus principales desventajas eran un potente retroceso y mecanismos de disparo y recarga con funcionamiento muy tosco, que reducían su vida útil y frecuentemente producían encasquillamientos que no podían solucionarse en vuelo.
Según un informe de inteligencia estadounidense, el VYa-23 empleaba una versión agrandada del mecanismo de la ametralladora Berezin UB.

## Munición

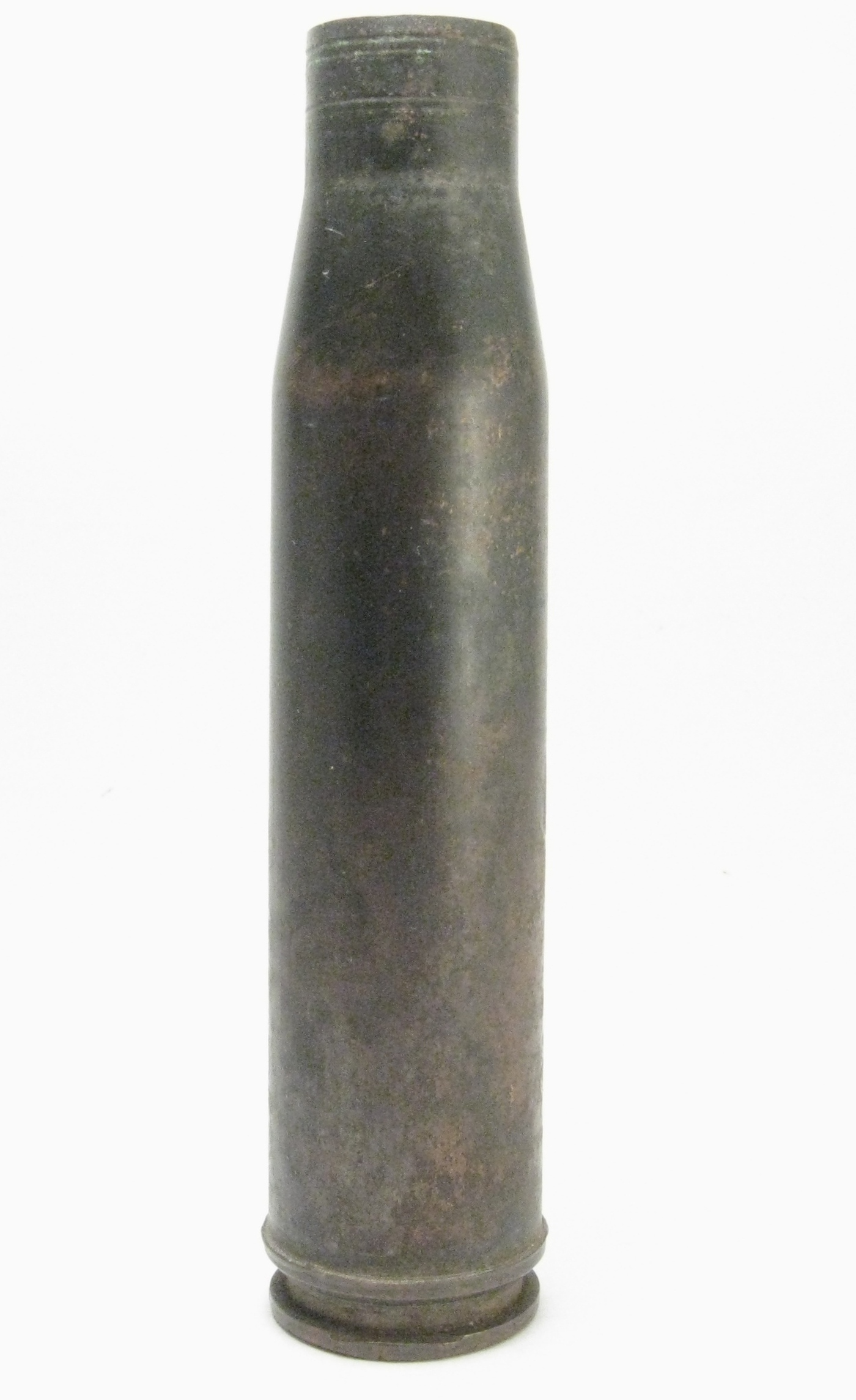
Casquillo vacío de 23 x 152 B.

Se desarrolló un nuevo cartucho más potente para el VYa-23, el 23 x 152 B. El mismo calibre se empleó más tarde en el cañón antiaéreo remolcado ZU-23-2 y el cañón antiaéreo autopropulsado ZSU-23-4 Shilka de posguerra. Sin embargo, la munición para el cañón antiaéreo autopropulsado tiene otro tipo de carga propulsora y fulminante, por lo cual no es intercambiable. Se pueden distinguir fácilmente las municiones: la del VYa-23 tiene casquillos de latón, mientras que la munición antiaérea de posguerra tiene casquillos de acero.
La munición del VYa-23 incluía proyectiles de alto poder explosivo incendiarios, trazadores y antiblindaje incendiarios. El peso total y la carga explosiva de los proyectiles de alto poder explosivo era más del doble de los proyectiles disparados por los cañones automáticos ShVAK y Berezin B-20 de 20 mm. El proyectil antiblindaje podía penetrar 25 mm de blindaje a 400 m. Las principales características de la munición del VYa-23, según la página web de Christian Koll, están listadas en la tabla de abajo:   
| Designación | Tipo                                      | Peso del proyectil [g] | Carga explosiva [g] | Velocidad de boca [m/s] | Descripción |
| ----------- | ----------------------------------------- | ---------------------- | ------------------- | ----------------------- | --- |
| BZ          | Antiblindaje incendiario                  | 196-198                | -                   | 905                     | Núcleo de acero templado de 68 g y mezcla incendiaria en la cubierta aerodinámica. Tiene dos tipos de cubiertas aerodinámicas (de aluminio y acero laminado). Penetra 25 mm de BHL a 400 m de distancia, impactando a 90°. |
| OZ          | Alto poder explosivo incendiario          | 198                    | 15 (RDX/Al/cera)    | 905                     | Proyectil de alto poder explosivo incendiario, equipado con una espoleta K-20 o DV en su punta. |
| OZT         | Alto poder explosivo incendiario trazador | 190                    | 12 (RDX/Al/cera)    | 905                     | Proyectil de alto poder explosivo incendiario, equipado con una espoleta K-20 o DV en su punta y una menor carga explosiva a causa del espacio ocupado por la mezcla trazadora.                                            |
| PUT         | Proyectil de práctica                     | 198                    | -                   | 905                     | Proyectil de práctica trazador, basado en el OZT pero con espoleta y carga inertes. |

## Producción
Se produjeron 64.655 VYa-23. Los archivos soviéticos muestran las siguientes cifras de producción por año:
- 1942 — 13.420
- 1943 — 16.430
- 1944 — 22.820
- 1945 — 873
- 1946 — 2.002
- 1947 — 1.247

## Servicio
El cañón automático VYa-23 fue instalado a bordo de los aviones de ataque a tierra Ilyushin Il-2 e Ilyushin Il-10, los cazas LaGG-3 y Yakovlev Yak-9, así como en el caza de largo alcance experimental Mikoyan-Gurevich DIS.
A pesar de su proyectil de gran calibre, el VYa-23 demostró ser inadecuado como cañón antitanque. Los tanques ligeros alemanes podían ser destruidos disparándoles a los lados o atrás, mientras que el blindaje frontal de todos los tanques resistía sus disparos. Los tanques medios podían ser destruidos si se disparaba contra el techo de la torreta o la cubierta del compartimiento del motor desde una altitud inferior a 400 m y picando en un ángulo de más de 40°, una maniobra muy difícil de efectuar con un Il-2 incluso en condiciones ideales, a lo que se sumaba la dificultar de apuntar a un objetivo pequeño.

### Cañones automáticos similares
- Los 2A14 del ZU-23-2
- ShVAK
- MG FF
- MG 151/20
- Hispano-Suiza HS.404
- Berezin B-20
- Afanasev-Makarov AM-23